# Al Safa Club
Der Al Safa Club (arabisch نادي الصفا السعودي) ist ein saudi-arabischer Sportverein aus Safwa. Die Fußballmannschaft spielt in der zweiten Liga, der Saudi First Division League.

## Stadion
Der Verein trägt sein Heimspiele im Al-Safa Club Stadium  in Safwa  aus. Das Stadion hat ein Fassungsvermögen von 3500 Personen.

## Trainer
| Trainer           | Nation     | von                | bis           |
| ----------------- | ---------- | ------------------ | ------------- |
| Krasimir Bezinski | Bulgarien  | 1. Mai 2014        | 1. Juli 2014  |
| Ramzi Jermoud     | Tunesien   | 1. Juli 2022       | 30. Juni 2023 |
| Laurent Hagist    | Frankreich | 16. September 2023 |               |